# شورا ون بيس
شورا هو أحد الكهنة الأربعة في الساحة العليا ، الذين عاقبوا المجرمين بمحنة الخيط في عهد إينيل. كان يركب طائرًا عملاقًا اسمه فوزا. إنه خصم رئيسي خلال Skypiea Arc (موسم جزيرة السماء)

## مظهر خارجي[1]
يشبه شورا طيارًا نمطيًا من أوائل القرن العشرين: له شارب رفيع مدبب ينقسم إلى قسمين ؛ على رأسه قبعة طيار مزينة بأجنحة ، وزوج من النظارات الواقية في الأمام. يتكون لباسه من سترة برتقالية مبطنة بالفراء ، وأكمام منتفخة بنية مزينة بنقاط بيج. سروال فضفاض برتقالي متناسق يحمله حزام وقفازات وأحذية مبطنة بالفرو ووشاح بنفسجي حول رقبته. إنه ذو شعر داكن ، وعلى ظهره زوج من الأجنحة النموذجية ، وهي سمة قياسية لجميع سكان سكايبيا أو(جزيرة السماء). يحمل سلاحه المفضل ، رمح التبارز ، مدعومًا بقرص حراري ، ويُرى دائمًا تقريبًا يركب طائره الأليف العملاق ، فوزا.

## الشخصية[1]
شورا، مثل جميع الكهنة الآخرين ، واثق من قدراته ، ومستعد لقتل كل مخالف. على الرغم من قسوته المثبتة ، فقد أظهر بعض لحظات الشفقة والتفهم الواضح ، مثل عندما كان يتحدث إلى تشوبر ، حتى أنه يشير إليه باسمه الأول. ومع ذلك ، فإن ثقته المفرطة هي التي أدت إلى هزيمته لأنه قلل من تقدير ويبر إلى حد كبير عندما اعتقد شورا أن ويبر كان يحاول استخدام قرص الصدمة مشابه لما استخدمه جان فول عليه من قبل عندما كان في الواقع رفض الطلب.

## العلاقات[1]

### كهنة
لم تكن لديه صداقة جيدة مع غيداتسو وأوم وساتوري . فيما بينهم ، هناك نوع من المنافسة يتكون من من يقتل المجرم أولاً وسيقاتل فيما بينهم لمعرفة من هو الأقوى.

## القدرات والسلطات[1]
غالبًا ما يرى شورا طائره العملاق فوزا وهو يركب طائره العملاق ، وبالتالي يتمكن من الطيران ومهاجمة الأعداء من الأعلى. الحيوان لديه صدفه نارية في فمه ، وكذلك لديه القدرة على تنفس النار. كما أن شورا متين بشكل استثنائي ، فقد نجا من تعرضه لضرب بصدفه الاصطدام مما ادي إلى سقوطه فاقد للوعي، بينما قتل نفس الهجوم مؤقتًا رئيسه إينيل من خلال إيقاف قلبه.

## محنة الخيوط[1]
كان شورا هو الكاهن المسؤول عن اختبار الدخلاء مع محنة الخيط أو باليابانيه (紐の試練 Himo no Shiren)، والتي كانت نسبة النجاة فيها 3٪. امتلأت المنطقة التي وقعت فيها المحنة بخيوط طويلة غير مرئية تقريبًا من الغيمة الوترية ، والتي حاصرت المخالفين ببطء ، وجعلتهم غير قادرين على الحركة ، وعاجزة أمام هجمات شورا.

## الأسلحة[1]
والشورى من الكهنة مما جعله من أقوى المقاتلين تحت قيادة إينيل. يقاتل برمح يسمى heat javelin أو باليابانيه ( 熱の槍 Hīto Jaberin) ,الذي بداخله صدفة حرارية، مما يعطي قدرات حارقة للسلاح الذي يحرق كل ما يصيبه.

## الهاكي[1]
تتمتع شورا بالقدرة المعروفة باسم الهاكي ، ولكنها تُعرف في جزر السماء باسم «المانترا». باستخدام المانترا، يمكنه التنبؤ بما يخطط له أعداؤه قبل أن يفعلوا ذلك ، ويمكنه التصرف وفقًا لذلك.

## تاريخ[1]

### ملحمة جزيرة السماء
بعد فترة وجيزة من توجه زورو ونامي وروبن إلى الغابة ، تاركين تشوبر بمفرده في السفينة ، ظهر شورا في مذبح الأضاحي لرعاية القرابين. فغضب بشدة وهاجم تشوبر. بعد اللعب مع ضحيته لأول مرة ، وتدمير أجزاء من السفينة, قرر قتل تشوبر. في الوقت المناسب ، ظهر غان فال وخاض الاثنان معركة في السماء. بعد مباراة متساوية ، استخدم شورا محنته ليصطاد غان فول ويثقبه برمحه.
بعد أن حاصر جميع محاربي شانيندا تقريبًا في محنته ، يقترب وايبر ، الذي كان المحارب الوحيد الذي لم يُقبض عليه ، بالقرب منه ويهزم شورا سريعًا برفض الطلب. وبذلك كان الشورى أول شخص يتم إسقاطه في لعبة البقاء على قيد الحياة.
لقد تم نفيه مع الكهنة الآخرين إلى سحابة صحراوية من قبل شانيندا